# Saint-Firmin (tổng)
Tổng Saint-Firmin là một tổng của Pháp nằm ở tỉnh Hautes-Alpes trong vùng Provence-Alpes-Côte d'Azur.

## Địa lý
Tổng này được tổ chức xung quanh Saint-Firmin thuộc quận Gap. Độ cao thay đổi từ 743 m (Aspres-lès-Corps) à 3 667 m (La Chapelle-en-Valgaudémar) với độ cao trung bình 979 m.

## Hành chính
| Giai đoạn | Ủy viên       | Đảng | Tư cách |
| --------- | ------------- | ---- | ------- |
|           | Robert Blache | DVD  |         |

## Các đơn vị cấp dưới
Tổng Saint-Firmin gồm 8 xã với dân số là 1 565 người (điều tra năm 1999, dân số không tính trùng)
| Xã                           | Dân số | Mã bưu chính | Mã insee |
| ---------------------------- | ------ | ------------ | -------- |
| Aspres-lès-Corps             | 121    | 05800        | 05009    |
| Chauffayer                   | 334    | 05800        | 05039    |
| Le Glaizil                   | 179    | 05800        | 05062    |
| La Chapelle-en-Valgaudémar   | 129    | 05800        | 05064    |
| Saint-Firmin                 | 438    | 05800        | 05142    |
| Saint-Jacques-en-Valgodemard | 152    | 05800        | 05144    |
| Saint-Maurice-en-Valgodemard | 150    | 05800        | 05152    |
| Villar-Loubière              | 62     | 05800        | 05182    |

## Biến động dân số
| 1962                                                     | 1968  | 1975  | 1982  | 1990  | 1999  |
| -------------------------------------------------------- | ----- | ----- | ----- | ----- | ----- |
| 1 829                                                    | 1 984 | 1 930 | 1 725 | 1 543 | 1 565 |
| Nombre retenu à partir de 1962 : dân số không tính trùng |       |       |       |       |       |